# 最小多項式 (線型代数学)
数学の線型代数学において、体 F 上の有限次元線形空間上の線形変換 T の最小多項式（さいしょうたこうしき、英: minimal polynomial）とは、T が零点（T で零行列）となる F-係数多項式のうち、モニック多項式（最高次係数が 1）で次数が最小のもののことである。特に正方行列 A に対して定義される。
A の最小多項式を p(x) とすると、q(A) = 0 となる F-係数多項式 q(x) は、最小多項式 p(x) で割り切れる。
次の3つの主張は同値である：
1. λ ∈ F は、A の最小多項式 p(x) の根である。
2. λ ∈ F は、A の固有多項式の根である。
3. λ ∈ F は、A の固有値である。

A の最小多項式 p(x) における根 λ の重複度は、λ に対応する A のジョルダン細胞の最大次数を表す。
一般に、最小多項式は固有多項式と一致するとは限らない。例えば、2In を考える（In は n次単位行列）。この行列の固有多項式は (x − 2)n である。一方、最小多項式は x − 2 である。従って、n ≥ 2 ならば、2In の最小多項式と固有多項式は一致しない。
ケイリー・ハミルトンの定理と上の注意により、最小多項式は常に固有多項式を割り切ることが従う。

## 定義
体 F 上の有限次元ベクトル空間 V 上の線型変換 T に対し、
{\displaystyle I_{T}=\{p\in \mathbf {F} [x]\mid p(T)=0\}}
とおく。ここで F[x] は、F 上の一変数多項式環を表す。{\displaystyle I_{T}} は、F[x] の真のイデアルとなる。F は体だから F[x] は主イデアル整域であり、任意のイデアルは F の単元倍を除いて一意的な1つの多項式によって生成される。したがって特に IT の生成元としてモニック多項式をとることができ、これを T の最小多項式と言う。最小多項式は、{\displaystyle I_{T}} 中のモニック多項式の中で次数が最小のものである。

## 応用
体 F 上の線形空間での線型変換 T が対角化可能であることと、すべてのジョルダン細胞の次数が 1 であることは同値である。従って、線型変換 T が対角化可能であるための必要十分条件は、T の最小多項式が F 上で一次式の積に分解し、すべての根の重複度が 1 であることである。

## 計算法の一例
体 F 上のベクトル空間 V とその線型変換 T および V の元 v に対して、
{\displaystyle I_{T,v}=\{p\in \mathbf {F} [t]\mid v\in \operatorname {Ker} p(T)\}=\{p\in \mathbf {F} [t]\mid p(T)(v)=0\}}
と定義する。これは、F[t] の自明でないイデアルとなる。{\displaystyle \mu _{T,v}} を、このイデアルを生成するモニック多項式とする。
この多項式は次の性質を満たす。
- {\displaystyle I_{T,v}} は {\displaystyle I_{T}} を含む。
- {\displaystyle d} を、{\displaystyle v,T(v),\ldots ,T^{d}(v)} が線型独立となるような最大の自然数とする。このとき、 ある {\displaystyle \alpha _{0},\alpha _{1},\ldots ,\alpha _{n}\in \mathbf {F} } が存在して、

{\displaystyle \alpha _{0}v+\alpha _{1}T(v)+\dotsb +\alpha _{n}T^{d}(v)+T^{d+1}(v)=0}
が成り立ち、さらに
{\displaystyle \mu _{T,v}(t)=\alpha _{0}+\alpha _{1}t+\dotsb +\alpha _{n}t^{d}+t^{d+1}}
となる。
- V の1つの基底 (v1, …, vn) を取ったとき、T の最小多項式は、すべての {\displaystyle \mu _{T,v_{i}}} たちの公約元である。